# عقد 1150 هـ
عقد 1150 هـ هو الفترة بين عام 1150 إلى 1159 في التقويم الهجري، أي العشر سنوات السادسة من القرن الحادي عشر الهجري.